# Saint-Ouën-des-Toits
Pour les articles homonymes, voir Saint-Ouen.
Saint-Ouën-des-Toits est une commune française, située dans le département de la Mayenne en région Pays de la Loire, peuplée de 1 782 habitants ( les Saint-Ouennais).
La commune fait partie de la province historique du Maine, et se situe dans le Bas-Maine.

## Géographie
| Le Bourgneuf-la-Forêt | La Baconnière        | Andouillé                  |
| Port-Brillet, Olivet  | Saint-Ouën-des-Toits | Saint-Germain-le-Fouilloux |
| Olivet                | Le Genest-Saint-Isle | Changé                     |

### Climat
Pour des articles plus généraux, voir Climat des Pays de la Loire et Climat de la Mayenne.
En 2010, le climat de la commune est de type climat océanique altéré, selon une étude du CNRS s'appuyant sur une série de données couvrant la période 1971-2000. En 2020, Météo-France publie une typologie des climats de la France métropolitaine dans laquelle la commune est exposée à un climat océanique et est dans la région climatique  Bretagne orientale et méridionale, Pays nantais, Vendée, caractérisée par une faible pluviométrie en été et une bonne insolation. 
Pour la période 1971-2000, la température annuelle moyenne est de 11 °C, avec une amplitude thermique annuelle de 13,5 °C. Le cumul annuel moyen de précipitations est de 846 mm, avec 13,4 jours de précipitations en janvier et 7,6 jours en juillet. Pour la période 1991-2020, la température moyenne annuelle observée sur la station météorologique de Météo-France la plus proche, sur la commune de Launay-Villiers à 8 km à vol d'oiseau, est de 11,6 °C et le cumul annuel moyen de précipitations est de 862,6 mm,. Pour l'avenir, les paramètres climatiques de la commune estimés pour 2050 selon différents scénarios d'émission de gaz à effet de serre sont consultables sur un site dédié publié par Météo-France en novembre 2022.

## Urbanisme

### Typologie
Au 1er janvier 2024, Saint-Ouën-des-Toits est catégorisée bourg rural, selon la nouvelle grille communale de densité à sept niveaux définie par l'Insee en 2022.
Elle est située hors unité urbaine. Par ailleurs la commune fait partie de l'aire d'attraction de Laval, dont elle est une commune de la couronne,. Cette aire, qui regroupe 66 communes, est catégorisée dans les aires de 50 000 à moins de 200 000 habitants,.

### Occupation des sols
L'occupation des sols de la commune, telle qu'elle ressort de la base de données européenne d’occupation biophysique des sols Corine Land Cover (CLC), est marquée par l'importance des territoires agricoles (92 % en 2018), en diminution par rapport à 1990 (95,2 %). La répartition détaillée en 2018 est la suivante : 
prairies (74,8 %), terres arables (16,6 %), zones urbanisées (4,4 %), espaces verts artificialisés, non agricoles (1,9 %), forêts (1,2 %), zones agricoles hétérogènes (0,5 %), eaux continentales (0,5 %), mines, décharges et chantiers (0,1 %). L'évolution de l’occupation des sols de la commune et de ses infrastructures peut être observée sur les différentes représentations cartographiques du territoire : la carte de Cassini (XVIIIe siècle), la carte d'état-major (1820-1866) et les cartes ou photos aériennes de l'IGN pour la période actuelle (1950 à aujourd'hui).

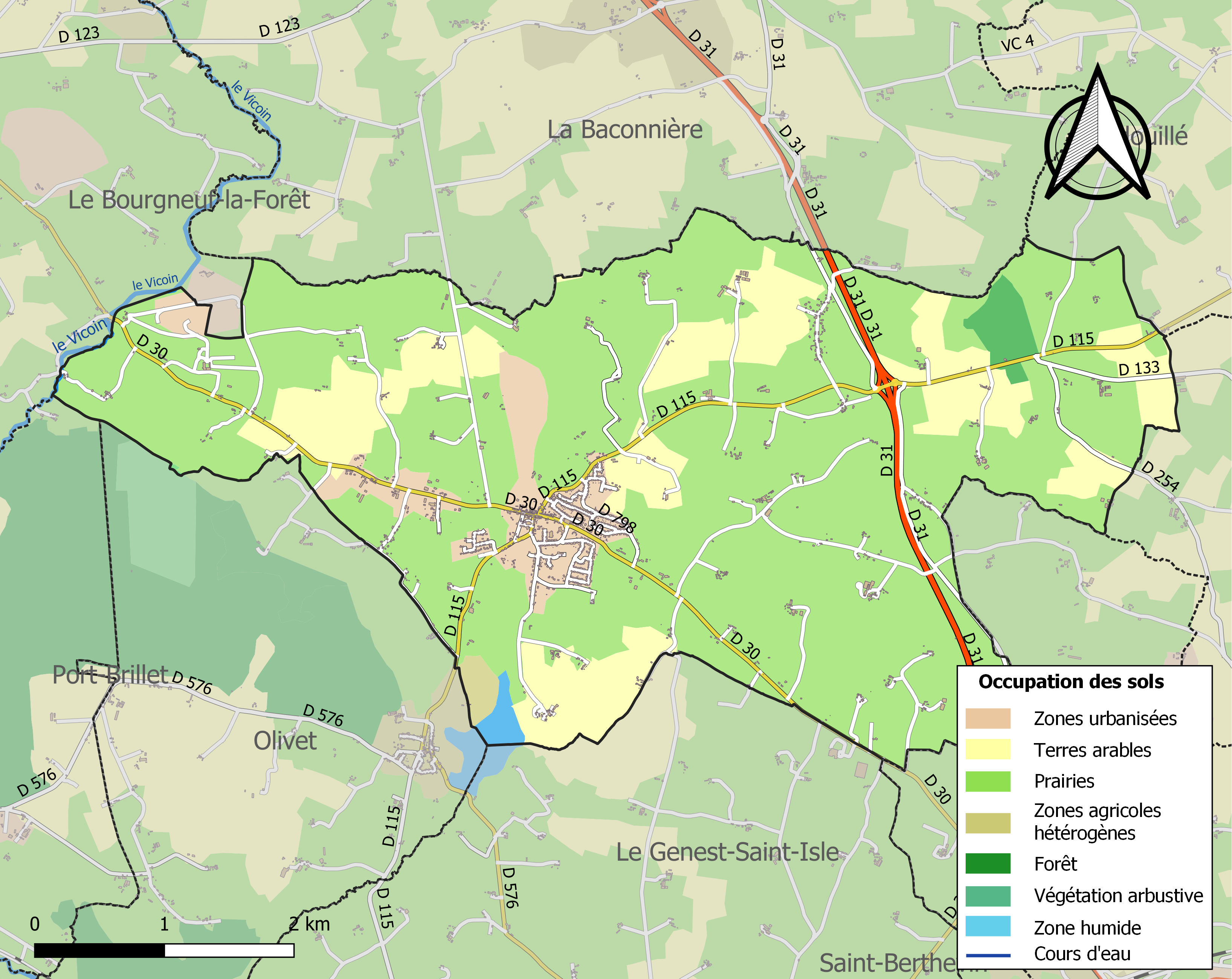
Carte des infrastructures et de l'occupation des sols de la commune en 2018 (CLC).

## Toponymie
Le nom de la localité est attesté sous la forme S. Audoeni en 1125. La paroisse était dédiée à Ouen de Rouen, évêque de Rouen au VIIe siècle.  Toits serait issu du tectum, « porcherie ».

## Histoire

### Révolution française
Saint-Ouën-des-Toits fut le lieu d'échauffourées et de luttes armées entre des Chouans du Bas-Maine et les troupes républicaines lors de la Révolution française. Le 15 mars 1793, le district de Vitré informe Rennes que des rassemblements suspects se produisent dans la région, notamment dans les communes de Bourgon, Saint-Ouën-des-Toits, Saint-Pierre-la-Cour et La Brûlatte.
À la création des cantons, Saint-Ouën-des-Toits est chef-lieu de canton. Ce canton est supprimé lors du redécoupage cantonal de l'an IX (1801).

## Politique et administration

### Administration municipale
Le conseil municipal est composé de dix-neuf membres dont le maire et cinq adjoints.

### Liste des maires
| Période                                  | Période  | Identité                    | Étiquette | Qualité                        |
| ---------------------------------------- | -------- | --------------------------- | --------- | ------------------------------ |
| 1808                                     | 1813     | Urbain François Lambron     |           | Notaire                        |
| 1945                                     | 1967     | Louis Jarnoüen de Villartay |           |                                |
| 1967                                     | 1995     | Jean Delahaut               |           | Notaire                        |
| juin 1995                                | mai 2020 | Gérard Monceau              | SE        | Technicien géomètre            |
| mai 2020                                 | En cours | Dominique Gallacier         | SE        | Retraité du secteur immobilier |
| Les données manquantes sont à compléter. |          |                             |           |                                |

## Population et société

### Démographie
L'évolution du nombre d'habitants est connue à travers les recensements de la population effectués dans la commune depuis 1793. Pour les communes de moins de 10 000 habitants, une enquête de recensement portant sur toute la population est réalisée tous les cinq ans, les populations de référence des années intermédiaires étant quant à elles estimées par interpolation ou extrapolation. Pour la commune, le premier recensement exhaustif entrant dans le cadre du nouveau dispositif a été réalisé en 2006.
En 2022, la commune comptait 1 782 habitants, en évolution de +2,06 % par rapport à 2016 (Mayenne : −0,73 %, France hors Mayotte : +2,11 %).
Saint-Ouën-des-Toits a compté jusqu'à 2 060 habitants en 1851.
| 1793  | 1800 | 1806  | 1821  | 1831  | 1836  | 1841  | 1846  | 1851  |
| ----- | ---- | ----- | ----- | ----- | ----- | ----- | ----- | ----- |
| 1 416 | 853  | 1 794 | 1 680 | 1 750 | 1 828 | 1 832 | 2 022 | 2 060 |

| 1856  | 1861  | 1866  | 1872  | 1876  | 1881  | 1886  | 1891  | 1896  |
| ----- | ----- | ----- | ----- | ----- | ----- | ----- | ----- | ----- |
| 2 004 | 1 976 | 1 846 | 1 670 | 1 624 | 1 455 | 1 423 | 1 300 | 1 227 |

| 1901  | 1906  | 1911  | 1921 | 1926 | 1931 | 1936 | 1946 | 1954 |
| ----- | ----- | ----- | ---- | ---- | ---- | ---- | ---- | ---- |
| 1 232 | 1 224 | 1 210 | 920  | 911  | 880  | 908  | 872  | 866  |

| 1962 | 1968 | 1975 | 1982  | 1990  | 1999  | 2006  | 2011  | 2016  |
| ---- | ---- | ---- | ----- | ----- | ----- | ----- | ----- | ----- |
| 849  | 769  | 840  | 1 093 | 1 287 | 1 435 | 1 668 | 1 678 | 1 746 |

| 2021  | 2022  | - | - | - | - | - | - | - |
| ----- | ----- | - | - | - | - | - | - | - |
| 1 782 | 1 782 | - | - | - | - | - | - | - |

## Lieux et monuments
- Closerie des Poiriers, lieu où a vécu Jean Chouan et sa famille, musée de la Chouanerie.
- Château de Saint-Ouën-des-Toits, de la Renaissance dont on attribue la construction à la reine Anne.
- Église Saint-Ouen (XIXe siècle).

## Activité et manifestations

### Sports
L'Hermine saint-ouennaise fait évoluer une équipe de football en ligue du Maine et deux autres en divisions de district.

## Personnalités liées à la commune

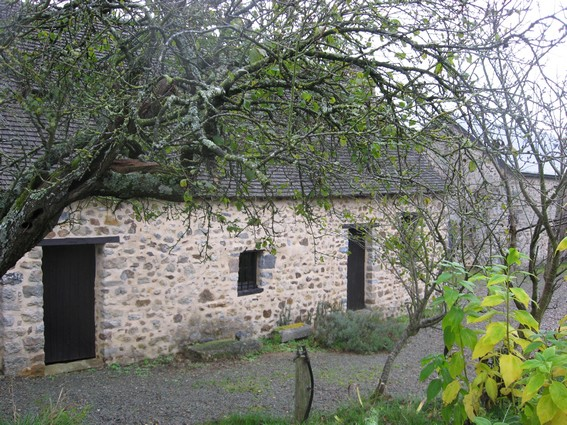
Maison de Jean Chouan, musée de la Closerie des Poiriers.

- Jean Cottereau, dit Jean Chouan (1757-1794), un des chefs de l'insurrection contre-révolutionnaire et royaliste en 1793 ; le musée de la Closerie des poiriers évoque son histoire et le mode de vie de la famille Cottereau, dite Famille Chouan.
- Pierre Le Baud (1450-1505), aumônier, historien de la Bretagne, chantre et cinquième doyen de Saint-Tugal de Laval. Une hypothèse le fait naître à Saint-Ouën.
- Henri Chantrel (1880-1944), enseignant et résistant, a enseigné à Saint-Ouën-des-Toits.